# Alan Simpson
Alan Simpson (Brixton, London, 1929. november 27. – 2017. február 8.) angol forgatókönyvíró.

## Filmjei

### Mozifilmek
- A törvény balkeze (The Wrong Arm of the Law) (1963)

### Tv-sorozatok
- Hancock's Half Hour (1956–1960, 57 epizód)
- Citizen James (1960, hat epizód)
- Hancock (1961, hat epizód)
- Comedy Playhouse (1961–1974, 17 epizód)
- Kaverukset (1962–1963, 22 epizód)
- Frankie Howerd (1964–1966, 12 epizód)
- Steptoe and Son (1964–2016, 58 epizód)
- Galton and Simpson Comedy (1969, hat epizód)
- Clochemerle (1972, kilenc epizód)
- Sanford and Son (1972–1977, 135 epizód)
- Fleksnes fataliteter (1972–1982, 13 epizód)
- Casanova '73 (1973, hét epizód)
- Albert & Herbert (1974–1979, 28 epizód)
- Sanford Arms (1977, nyolc epizód)
- The Galton & Simpson Playhouse (1977, hét epizód)
- Sanford (1980–1981, 26 epizód)
- Albert & Herberts julkalender (1982, 24 epizód)